# Lloque Yupanqui

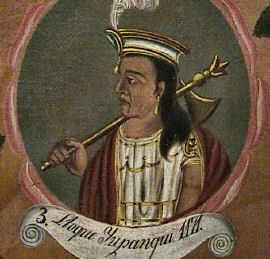
Lloque Yupanqui, tekenaar onbekend

Lloque Yupanqui (Lloq'e Yupanki Inka in Quechua) was de derde Inca-heerser van het koninkrijk Cuzco, het latere Incarijk. Hij regeerde vanaf ongeveer 1260. Hij was de zoon en opvolger van Sinchi Roca. Lloque Yupanqui was de vader van de latere Inca-heerser Mayta Cápac. Hij was getrouwd met Mama Cahua, ook vaak Mama Cora Ocllo genoemd.
Lloq'e betekent in Quechua "links" of "linkshandig".
Hurin-dynastie: Manco Cápac · Sinchi Roca · Lloque Yupanqui · Mayta Cápac · Cápac Yupanqui

Hanan-dynastie: Inca Roca · Yáhuar Huácac · Viracocha Inca · Pachacuti · Túpac Inca Yupanqui · Huayna Capac · Huáscar · Atahualpa · Túpac Huallpa

Heersers in Vilcabamba: Manco Inca Yupanqui · Sayri Túpac · Titu Cusi Yupanqui · Túpac Amaru